# 石田博英
石田 博英（いしだ ひろひで、1914年（大正3年）12月12日 - 1993年（平成5年）10月14日）は、日本の政治家。位階は正三位、勲等は勲一等、勲章は旭日大綬章。衆議院議員（14期）。通称は名を音読みした「バクエイ」。所属した自由民主党では1969年から1971年まで党内派閥の二日会を率いた。
政務では労働大臣（第14・17・18・22・23・39代）、運輸大臣（第47代）、内閣官房長官（第16・17代）を、衆議院では議院運営委員長（第6代）などを歴任した。
政界引退後の晩年および死後に、ソビエト連邦のスパイであったことを指摘する情報が複数発見されたが、立件されなかった（後述）。

## 来歴
秋田県山本郡二ツ井町（現能代市）で生まれ、大館市で育つ。祖父は花岡鉱山を開発した鉱山師。父は大阪造幣局の冶金技師だったが、第二次世界大戦後に栄養失調のため死去した。早稲田大学政治経済学部に入学、在学中に恩師の吉村正（政治経済学部教授）に連れられて、三木武夫の選挙応援に関わり三木の知遇を得る。三木の選挙戦では、選挙民に嘲笑されてはならないと父親のフロックコートと山高帽を借りて、三木を自転車に載せて街頭演説を行った。ほかに学生消費組合に関連して早稲田警察署に連行されたり、早大の正門前で喫茶店を経営し利益を上げたりした。
1939年に早稲田大学を卒業して中外商業新報（のち日本経済新聞）に入社、政治部に配属されて上海支局長や政治部次長を務める。1947年、第23回衆議院議員総選挙に日本自由党公認で旧秋田1区から立候補し、初当選した。当選同期に田中角栄・鈴木善幸・中曽根康弘・増田甲子七・中山マサ・松野頼三・荒木万寿夫・原田憲・園田直・櫻内義雄・根本龍太郎・中村寅太らがいる。当選後、隠退蔵物資事件等を取り扱う衆議院不当財産取引調査特別委員会の理事に就任し、片山・芦田両内閣追及の先頭に立った。中外商業新報の編集局長であった小汀利得の紹介で、石橋湛山に私淑する。1947年に石橋が公職追放されてから、政治家の多くがGHQの顔色を窺って石橋から距離を置くようになったが、石田は石橋の公職追放後も「石橋側近」を公言してはばからなかった。
1952年に衆議院議院運営委員長に就くと、破壊活動防止法をはじめ約70本の法案が審議される難しい国会運営を取り仕切り、吉田茂首相のワンマン体制に影響力を及ぼす存在になった。7月1日に開かれた自由党両院議員総会で総裁の吉田茂は、増田甲子七幹事長の任期切れに合わせて後任に1期生議員である福永健司の起用を目論むも、議員総会の席上で石田や倉石忠雄ら「青年将校」と称された若手議員が造反し、議員総会は流会した。吉田は怒り、総会議長の大屋晋三へ葉巻に点火したマッチを投げ捨てた。この「自由党反乱事件」を主導した石田は自由党内でも一目置かれ、後に自由党を離党して鳩山一郎の日本民主党に入る。
1956年の自由民主党総裁選挙で、石橋湛山陣営の選挙参謀を務める。石橋、石井光次郎、岸信介の3人が立候補した総裁選挙では熾烈な派閥抗争や金権選挙が繰り広げられ、後の自民党総裁選のパターンを形成する悪名高いものであったが、石田は金をばら撒く代わりに、ポストの空手形を乱発した。1回目の投票では岸信介223票、石橋151票、石井光次郎137票でいずれも過半数を制するに至らず、大会規約により1位の岸、2位の石橋による決選投票が行われた。石田は、舞台裏で石橋、石井の「2・3位連合」を工作し、決選投票では7票差で石橋が岸を下して自民党総裁に選出された。石橋総裁の誕生に大きく貢献した石田は石橋内閣において、史上最年少で内閣官房長官に任命され、初入閣する。総裁選で石橋を支持した池田勇人は大蔵大臣に、三木武夫は自民党幹事長に起用されたが、石橋の病気によりわずか2ヶ月で内閣は退陣した。石橋の退陣により発足した第1次岸内閣でも引き続き官房長官を務め、第1次岸改造内閣では労働大臣に横滑りする。労働組合に対しては厳しい姿勢で臨み、頻発する炭鉱ストを違法ストに認定して抑え込んだ。
第2次岸内閣発足に伴い一旦労相を退任するが、第1次池田内閣で三井三池争議の収拾のため、再び労相に任命される。皇居での認証式を終えた石田は、モーニングを着たまま九州の三井三池炭鉱に飛び、事態の収拾に奔走。中央労働委員会の仲裁裁定完全実施の慣行や、ILO87号条約批准問題に取り組み、戦後の労働行政の発展に大きく寄与した。
1963年に月刊誌『中央公論』に「保守政治のビジョン」を発表。前年に社会党書記長の江田三郎が発表した「江田ビジョン」を意識したもので、社会の変容（都市化や産業構造の変化）による6年後の政権交代（自民党の野党転落、日本社会党政権の誕生）を予期して警鐘する内容であった。自民党議員が社会党へ政権交代を予期する内容であったため話題を集めたが、自民党が石田の論文に危機感を抱いて組織を引き締め、かつ社会党は党内の路線対立から「江田ビジョン」を事実上葬り、石田の懸念は杞憂に終わった。1960年代から1970年代は、社会党や日本共産党、これらの党を支持する労働組合の支持をバックにした首長が全国都市部で当選して革新自治体の増加が見られた。
1964年、第3次池田改造内閣で三度目の労相に任命される。ILO87号条約の批准に向けて政府も本腰を入れ、衆参両院にILO特別委員会を設置して関連法案の検討を実施し、国内法は5月14日に成立、6月14日に日本はILO87号条約の批准した。労相は第1次佐藤内閣まで務めた。
石橋の退陣後に石橋派が解消して以後は無派閥であったが、この間も旧石橋派のメンバーの中核的存在で、1969年の第32回衆議院議員総選挙を機に旧石橋派の宇都宮徳馬、地崎宇三郎や石田の秘書出身である山口敏夫、島村一郎、伊藤宗一郎らを加えて石田派を旗揚げしたが、勢力拡大は進まずわずか2年で解散し1971年に三木派に合流する。1974年の参院選で徳島県選挙区が分裂選挙となった阿波戦争で、自派の久次米健太郎ではなく党公認だった後藤田正晴を支援し、派内から反発を受けて三木派を離脱して無派閥となり、一時は河野洋平らから総裁選出馬を打診されるも固辞して逆に河野自身の出馬を唆し、河野らが新自由クラブを結成する切っ掛けを作った。
1976年に自民党内から三木おろしの嵐が吹き荒れる中、反三木の閣僚らを更迭して発足した三木改造内閣で運輸大臣に任命され、一時は派内から追われることとなった三木首相を支える。三木の退陣を受けて発足した福田赳夫内閣で4度目の労相を務める。1983年の第37回衆議院議員総選挙に立候補せず政界を引退し、旧秋田1区の地盤は参議院議員から鞍替えした野呂田芳成が引き継いだ。引退後に大館市名誉市民の称号が贈られた。
1987年4月の春の叙勲で勲一等に叙され、旭日大綬章を受章する。外務省認可団体の国際文化協会会長として、米国マサチューセッツ州の桜並木づくりなど国際親善に尽くした。
1989年に脳梗塞で倒れ、以来療養していたが、1993年10月14日、心不全により死去した。78歳没。同月19日、特旨を以て位記を追賜され、死没日付をもって正三位に叙された。

## 人物
- 元外交官の三宅和助と元人吉市長の福永浩介は娘婿で、元衆議院議員の三宅雪子は孫娘にあたる。
- 石田の秘書を経験してから政界入りした人間は多く、同じく労相経験者でその後「二信組事件」で逮捕された山口敏夫、新党さきがけの理論的指導者であった元経済企画庁長官の田中秀征、元衆議院議員で荒川区長の西川太一郎、元衆議院議員の中島政希らがいる。

## 家族・親族
- 妻・よし子（1916年10月 - ）
- 長女・はるみ（1939年9月 - 三宅和助に嫁ぐ）
- 二女・京子（1941年8月 - 福永浩介に嫁ぐ）

## KGBとの関わり
ソ連国家保安委員会 (KGB) 東京代表部将校で1982年にアメリカ合衆国に亡命したスタニスラフ・レフチェンコは、石田が「フーバー」のコードネームを持つKGBのエージェントであった、とアメリカ議会で証言した（レフチェンコ事件）。これを受け、日本の警察とCIAが捜査を行ったが、石田については1983年に政界を引退したことから機密情報の漏洩はなかったとされ、捜査は終結した。
1992年にイギリスに亡命した元KGB職員、ワシリー・ミトロヒンが持ち出した資料「ミトロヒン文書」にも上記同様の指摘がある。
冷戦終結とソビエト連邦の崩壊を受けて1995年にその存在が明らかになった「ヴェノナ」にも石田の名前があるといわれる。

## 著書
- 『忘れられた子供たち』新紀元社、1942年。NDLJP:1062479。
- 『勝負の孤独』東京書房、1958年。NDLJP:2936429。
- 『石田労政―想い出と記録』労務行政研究所、1959年。NDLJP:3028401。
- 『近代の労働観』経営者科学協会、1964年。NDLJP:3029905。
- 『変貌する労働情勢』経営者科学協会、1965年。NDLJP:3029904。
- 『私の自画像』実業之日本社、1965年。NDLJP:2936566。
- 『石橋政権・七十一日』行政問題研究所出版局、1985年12月。NDLJP:12230086。

## 演じた俳優
- 辻萬長（『小説吉田学校』、1983年）